# Comité interministériel de la mer
Le Comité interministériel de la mer (CIMer) est organisé par le décret n° 95-1232 du 22 novembre 1995.  
Présidé par le Premier ministre, le comité interministériel de la mer est chargé de délibérer sur la politique du Gouvernement dans le domaine de la mer sous ses divers aspects nationaux et internationaux et de fixer les orientations de l'action gouvernementale dans tous les domaines de l'activité maritime, notamment en matière d'utilisation de l'espace, de protection du milieu, de mise en valeur et de gestion durable des ressources de la mer, de son sol, de son sous-sol et du littoral maritime. 
Le Secrétariat général de la mer prépare les délibérations du comité interministériel de la mer et veille à l'exécution des décisions prises. 
Le comité interministériel de la mer définit les différentes actions menées dans le cadre de la fonction garde-côtes, il fixe les priorités, coordonne l'action des différents services qui participent à l'exercice de cette fonction et prend toute mesure susceptible d'accroître l'efficacité de leur action commune, aussi bien du point de vue des moyens humains que des matériels.
Il peut connaître des projets d'actes internationaux et communautaires ayant une incidence sur la politique maritime.

## Composition
Le CIMer réunit, sous la présidence du Premier ministre, le ministre de l'économie, le ministre des affaires étrangères, le ministre de la défense, le ministre de l'industrie, le ministre de l'environnement, le ministre chargé de l'outre-mer, le ministre chargé du budget, le ministre chargé de l'équipement et des transports, le ministre chargé des collectivités locales, le ministre chargé de la pêche, le ministre chargé du tourisme, le ministre chargé de l'aménagement du territoire, le ministre chargé de la recherche et, en tant que de besoin, les autres membres du Gouvernement. 
Son secrétariat est assuré par le secrétariat général du Gouvernement. 

## Historique des CIMer depuis 1978
- CIMer de 2019 (dossier de presse du SG Mer)
- CIMer de 2018 (dossier de presse du SG Mer)
- CIMer de 2017 (dossier de presse du SG Mer)
- CIMer du 22 octobre 2015 (dossier de presse SG Mer)
- CIMer du 2 décembre 2013
- CIMer du 10 juin 2011
- CIMer du 8 décembre 2009
- CIMer du 16 février 2004
- CIMer du 29 avril 2003
- CIMer du 27 juin 2000
- CIMer du 28 février 2000
- CIMer du 1er avril 1998
- CIMer du 4 juillet 1996
- CIMer du 26 octobre 1995
- CIMer du 19 avril 1994
- CIMer du 5 juillet 1990
- CIMer du 6 mars 1986
- CIMer du 10 octobre 1985
- CIMer du 10 avril 1984
- CIMer du 21 juillet 1983
- CIMer du 16 juin 1982
- CIMer du 24 novembre 1980
- CIMer du 19 novembre 1979
- CIMer du 27 février 1979
- Comité restreint du 14 juin 1978.